# Kirkbymoorside
Kirkbymoorside – miasto w Anglii, w hrabstwie North Yorkshire, w dystrykcie (unitary authority) North Yorkshire. Leży 36 km na północ od miasta York i 312 km na północ od Londynu. Miasto liczy 2280 mieszkańców.